# Дженерали Ческа пойиштёвна Арена
Дженерали Ческа пойиштёвна Арена (чеш. Generali Česká pojišťovna Arena) — футбольный стадион в Праге, домашний для пражской «Спарты», также здесь часто проводятся домашние матчи сборной Чехии по футболу. Ранее известный как Стадион Летна (чеш. Letná Stadium), Тойота Арена (2003—2007), AXA Арена (2007—2009), Дженерали Арена (2007—2020).
Первый стадион на этом месте был построен в 1921 году и был полностью деревянным. В 1934 году арена пережила сильный пожар и была перестроена заново. Таким образом, к 1937 году появилась железобетонная конструкция главной трибуны. В 1969 году началась реконструкция стадиона, и к 1973 году он принял современный вид, вмещая 35 880 человек. Последний капитальный ремонт был проведен в 1994 году. Общая вместимость стадиона после реконструкции составила 20 854 человека.
По праву считается лучшим футбольным стадионом города. Удобный, компактный, тихий стадион разместился неподалёку от станций метро Градчанска (Hradčanská) и Влтавска (Vltavská) (на пути к стадиону от второй станции встречается много баров). Фанаты «Спарты» собираются за южными воротами.
Парковка на территории стадиона вмещает 8 длинномерных грузовиков, 2 автобуса и 50 легковых автомобилей. За пределами стадиона имеется более вместительная парковка для 120 автобусов и 1200 легковых автомобилей.

## Трибуны
- Общая вместимость стадиона: 18 887
- Вместимость без VIP и ложи прессы: 18 185
- Ложа прессы: 80
- VIP: 702